# Thryssa
Thryssa is een geslacht van ansjovissen uit de orde van haringachtigen (Clupeiformes).

## Soorten
- Thryssa adelae Rutter, 1897
- Thryssa aestuaria Ogilby, 1910
- Thryssa baelama Forsskål, 1775
- Thryssa brevicauda Roberts, 1978
- Thryssa chefuensis Günther, 1874
- Thryssa dayi Wongratana, 1983
- Thryssa dussumieri Valenciennes, 1848
- Thryssa encrasicholoides Bleeker, 1852
- Thryssa gautamiensis Babu Rao, 1971
- Thryssa hamiltonii Gray, 1835
- Thryssa kammalensis Bleeker, 1849
- Thryssa kammalensoides Wongratana, 1983
- Thryssa malabarica Bloch, 1795
- Thryssa marasriae Wongratana, 1987
- Thryssa mystax Bloch & Schneider, 1801
- Thryssa polybranchialis Wongratana, 1983
- Thryssa purava Hamilton, 1822
- Thryssa rastrosa Roberts, 1978
- Thryssa scratchleyi Ramsay & Ogilby, 1886
- Thryssa setirostris Broussonet, 1782
- Thryssa spinidens Jordan & Seale, 1925
- Thryssa stenosoma Wongratana, 1983
- Thryssa vitrirostris Gilchrist & Thompson, 1908
- Thryssa whiteheadi Wongratana, 1983</small